# Ritra cuprea
Ritra cuprea är en fjärilsart som beskrevs av Hans Fruhstorfer 1914. Ritra cuprea ingår i släktet Ritra och familjen juvelvingar. Inga underarter finns listade.